# Rănitul
Rănitul (în franceză L'Homme blessé) este o pictură în ulei pe pânză realizată de Gustave Courbet în 1844-1854. Courbet s-a pictat pe el însuși într-o temă romantică ca un erou suferind. Inițial, era o femeie sprijinită de umărul artistului. Ea a fost înlocuită cu o sabie la sfârșitul unei aventuri amoroase, în 1854. El a adăugat și o pată roșie de sânge pe cămașă. Acest aspect creează un contrast, deoarece expresia calmă a feței nu reflectă sângerarea lui.